# Cerkev svetega Petra, Leuven
Cerkev svetega Petra (nizozemsko Sint-Pieterskerk) v Leuvnu v Belgiji stoji na Velikem trgu (Grote Markt) nasproti razkošni mestni hiši. Cerkev je bila v glavnem zgrajena v 15. stoletju v brabantskem gotskem slogu in ima tloris latinskega križa in zvonik, ki ni bil nikoli končan. Dolga je 93 metrov.

## Zgodovina
Prva cerkev je bila lesena in domnevno iz leta 986. Zgorela je leta 1176 . Zamenjala jo je romanska cerkev, kamnita, z zahodnim pročeljem (westwerkom), ki sta ga obkrožala dva okroglasta stolpa kot pri Marijini baziliki v Maastrichtu. Od romanske zgradbe je ostal le del kripte pod prezbiterijem današnje cerkve.
Gradnja sedanje gotske zgradbe, precej večje od predhodnice, se je začela približno leta 1425 in se je nadaljevala več kot pol stoletja v izjemno enotnem slogu, ki je starejšo cerkev nadomestila z vzhoda na zahod. Njeno gradbeno obdobje se je prekrivalo z mestno hišo na trgu in v desetletjih gradnje je imela enako zaporedje arhitektov kot mestna hiša: začel je Sulpitius van Vorst, nadaljeval Jan Keldermans II. in nato Matheus de Layens. Leta 1497 je bila stavba praktično končana, spreminjali so v glavnem le še zahodno pročelje.

### Stolpi
Leta 1458 je požar oplazil stare romanske stolpe, ki so še vedno obkrožali zahodno pročelje nedokončane stavbe. Kmalu so se dogovorili o novem kompleksu stolpov, vendar ga niso nikoli uresničili. Leta 1505 je Joost Matsys (brat slikarja Quentina Matsysa) naredil velikopotezen načrt za postavitev treh ogromnih stolpov iz kamnoseško obdelanega kamna s prebodenimi zvoniki, ki bi imeli velik učinek, saj bi se osrednji dvigoval do približno 170 m, kar je bila takrat najvišja struktura na svetu. Nezadostna stabilnost tal in temeljev je pokazala, da je tak načrt neizvedljiv, saj je osrednji dosegel manj kot tretjino predvidene višine, preden je bil projekt leta 1541 opuščen. Po višini ga je še dodatno zmanjšal delni kolaps med letoma 1570 do 1604, zdaj se glavni stolp dviga komaj nad cerkveno streho. Arhitekt pa je izdelal maketo izvirne zasnove, ki je ohranjena v južnem transeptu.
Kljub svojemu nepopolnemu stanju so stolpi na Unescovem seznamu svetovne dediščine kot zvoniki Belgije in Francije.

### Med vojnama in po njima
Cerkev je bila v obeh svetovnih vojnah močno poškodovana. Leta 1914 je požar uničil streho, leta 1944 je bomba porušila del severne strani.
Rekonstruirana streha je na križišču prekrita s konico (flèche), ki v primerjavi s kupolo iz 18. stoletja, ki je stala pred njo, slogovno  ne kvari  cerkve.
Zelo pozno leta 1998 so dodali jacquemart ali 'zlati avtomat', ki občasno zvoni blizu ure na zatrepu južnega transepta nad glavnimi južnimi vhodnimi vrati.

## Umetniška dela in relikvije
Kljub razdejanju v svetovnih vojnah je cerkev bogata z umetniškimi deli. Prezbiterij in ambulatorij sta leta 1998 postala muzej, v katerem obiskovalci lahko vidijo zbirko kipov, slik in kovinskih predmetov.
Cerkev ima razstavljeni dve sliki velikega flamskega slikarja Dirka Boutsa, triptih Zadnja večerja (1464–1468) in Mučenec sveti Erazem (1465). Po umetniku se imenuje ulica, ki vodi proti zahodnemu koncu cerkve. Nacisti so leta 1942 zasegli Zadnjo večerjo. Plošče s slike so bile legitimno prodane nemškim muzejem v 1800-ih, a je bila Nemčija prisiljena vrniti vse plošče kot del zahtevanih povrnitev po versajski pogodbi po prvi svetovni vojni. 
Okrašen kamnit tabernakelj (1450) v obliki šesterokotnega stolpa se dviga med kopico vrhov do višine 12,5 metrov. Delo arhitekta de Layensa (1450) je zakramentna hišica,  nizozemsko sacramentstoren ali nemško Sakramenthaus, na kateri so umetniki prikazali več bolečine kot na drugih umetniških delih.
V stranskih kapelah so grobnice vojvode Henrika I. Brabantskega (1235), njegove žene Matilde (umrla 1211) in njune hčere Marie (1260). V cerkvi je pokopan tudi Godfrey II., grof Leuvenski.
Velika in izrezljana hrastova prižnica, ki je bila prenesena iz opatijske cerkve iz mesta Ninove, prikazuje  premonstratenca in svetnika, škofa Norberta iz Xantena v naravni velikosti, kako pada s konja.
Eden najstarejših predmetov v likovni zbirki je lesena glava iz 12. stoletja, ki je edini ostanek Križanja, ki je bilo požgano v prvi svetovni vojni.
V cerkvi je tudi slika Nicoleasa de Bruyneja Marija in otrok, ki sedita na prestolu modrosti (Sedes Sapientiae). Upodobljena sta tudi na grbu Katoliške univerze v Leuvnu (Katholieke Universiteit Leuven).